# Eleições autárquicas portuguesas de 2017 no distrito de Setúbal

## Resultados por Concelho
Os resultados nos Concelhos do Distrito de Setúbal foram os seguintes:

### Alcácer do Sal

#### Câmara Municipal
| Partido                 | Partido                        | Votos  | %               | +/-  | Vereadores | +/-     |
| ----------------------- | ------------------------------ | ------ | --------------- | ---- | ---------- | ------- |
|                         | Coligação Democrática Unitária | 2 956  | 46,82 / 100,00  | 6,73 | 4 / 7      | Estável |
|                         | Partido Socialista             | 2 607  | 41,29 / 100,00  | 8,48 | 3 / 7      | Estável |
|                         | PSD-CDS                        | 315    | 4,99 / 100,00   | -    | 0 / 7      | -       |
|                         | Bloco de Esquerda              | 220    | 3,48 / 100,00   | 0,52 | 0 / 7      | Estável |
| Votos Inválidos         | Votos Inválidos                | 216    | 3,42 / 100,00   | 1,66 |            |         |
| Total                   | Total                          | 6 314  | 100,00 / 100,00 |      | 7 / 7      |         |
| Eleitorado/Participação | Eleitorado/Participação        | 10 604 | 59,54 / 100,00  | 0,13 |            |         |

| Freguesia                                        | %     | %     | %        | %    | Votantes |
| Freguesia                                        | CDU   | PS    | PSD- CDS | BE   | Votantes |
| ------------------------------------------------ | ----- | ----- | -------- | ---- | -------- |
| Comporta                                         | 53,70 | 35,05 | 3,86     | 3,70 | 622      |
| Santa Maria do Castelo e Santiago e Santa Susana | 45,82 | 40,64 | 5,86     | 4,00 | 4 247    |
| São Martinho                                     | 68,75 | 28,13 | 0,69     | 0,35 | 288      |
| Torrão                                           | 41,31 | 50,30 | 3,46     | 2,25 | 1 157    |
| Alcácer do Sal                                   | 46,82 | 41,29 | 4,99     | 3,48 | 6 314    |

#### Assembleia Municipal
| Partido                 | Partido                        | Votos  | %               | +/-  | Deputados | +/- |
| ----------------------- | ------------------------------ | ------ | --------------- | ---- | --------- | --- |
|                         | Coligação Democrática Unitária | 2 849  | 45,12 / 100,00  | 6,94 | 10 / 21   | 3   |
|                         | Partido Socialista             | 2 540  | 40,23 / 100,00  | 6,67 | 9 / 21    | 1   |
|                         | PSD-CDS                        | 412    | 6,53 / 100,00   | -    | 1 / 21    | -   |
|                         | Bloco de Esquerda              | 287    | 4,55 / 100,00   | 0,79 | 1 / 21    | 1   |
| Votos Inválidos         | Votos Inválidos                | 226    | 3,58 / 100,00   | 1,37 |           |     |
| Total                   | Total                          | 6 314  | 100,00 / 100,00 |      | 21 / 21   |     |
| Eleitorado/Participação | Eleitorado/Participação        | 10 604 | 59,54 / 100,00  | 0,06 |           |     |

| Freguesia                                        | %     | %     | %        | %    | Votantes |
| Freguesia                                        | CDU   | PS    | PSD- CDS | BE   | Votantes |
| ------------------------------------------------ | ----- | ----- | -------- | ---- | -------- |
| Comporta                                         | 52,89 | 33,60 | 3,86     | 5,47 | 622      |
| Santa Maria do Castelo e Santiago e Santa Susana | 43,87 | 38,97 | 8,03     | 5,20 | 4 247    |
| São Martinho                                     | 67,01 | 28,47 | 1,04     | 1,39 | 288      |
| Torrão                                           | 40,10 | 51,34 | 3,80     | 2,42 | 1 157    |
| Alcácer do Sal                                   | 45,12 | 40,23 | 6,53     | 4,55 | 6 314    |

#### Juntas de Freguesia
| Partido                 | Partido                        | Votos  | %               | +/-  | Presidentes | +/-     | Mandatos | +/- |
| ----------------------- | ------------------------------ | ------ | --------------- | ---- | ----------- | ------- | -------- | --- |
|                         | Coligação Democrática Unitária | 3 048  | 48,27 / 100,00  | 2,91 | 3 / 4       | 1       | 21 / 38  | 2   |
|                         | Partido Socialista             | 2 491  | 39,45 / 100,00  | 2,50 | 1 / 4       | 1       | 16 / 38  | 2   |
|                         | PSD-CDS                        | 341    | 5,40 / 100,00   | -    | 0 / 4       | -       | 1 / 38   | -   |
|                         | Bloco de Esquerda              | 187    | 2,96 / 100,00   | 0,24 | 0 / 4       | Estável | 0 / 38   | 1   |
| Votos Inválidos         | Votos Inválidos                | 247    | 3,91 / 100,00   | 0,35 |             |         |          |     |
| Total                   | Total                          | 6 314  | 100,00 / 100,00 |      | 4 / 4       |         | 38 / 38  |     |
| Eleitorado/Participação | Eleitorado/Participação        | 10 604 | 59,54 / 100,00  | 0,05 |             |         |          |     |

| Freguesia                                        | Partido Vencedor | Partido Vencedor               | %              | Mandatos |
| ------------------------------------------------ | ---------------- | ------------------------------ | -------------- | -------- |
| Comporta                                         |                  | Coligação Democrática Unitária | 56,11 / 100,00 | 5 / 9    |
| Santa Maria do Castelo e Santiago e Santa Susana |                  | Coligação Democrática Unitária | 47,52 / 100,00 | 7 / 13   |
| São Martinho                                     |                  | Coligação Democrática Unitária | 69,10 / 100,00 | 5 / 7    |
| Torrão                                           |                  | Partido Socialista             | 54,19 / 100,00 | 5 / 9    |

### Alcochete

#### Câmara Municipal
| Partido                 | Partido                        | Votos  | %               | +/-   | Vereadores | +/- |
| ----------------------- | ------------------------------ | ------ | --------------- | ----- | ---------- | --- |
|                         | Partido Socialista             | 2 856  | 34,41 / 100,00  | 17,62 | 3 / 7      | 2   |
|                         | Coligação Democrática Unitária | 2 666  | 32,12 / 100,00  | 21,33 | 2 / 7      | 3   |
|                         | CDS-PSD                        | 1 963  | 23,65 / 100,00  | -     | 2 / 7      | -   |
|                         | PCTP-MRPP                      | 98     | 1,18 / 100,00   | -     | 0 / 7      | -   |
| Votos Inválidos         | Votos Inválidos                | 716    | 8,63 / 100,00   | 0,50  |            |     |
| Total                   | Total                          | 8 299  | 100,00 / 100,00 |       | 7 / 7      |     |
| Eleitorado/Participação | Eleitorado/Participação        | 14 621 | 56,76 / 100,00  | 4,98  |            |     |

| Freguesia     | %     | %     | %        | %          | Votantes |
| Freguesia     | PS    | CDU   | CDS- PSD | PCTP/ MRPP | Votantes |
| ------------- | ----- | ----- | -------- | ---------- | -------- |
| Alcochete     | 33,63 | 30,67 | 25,79    | 1,07       | 5 677    |
| Samouco       | 34,10 | 39,41 | 16,92    | 1,48       | 1 619    |
| São Francisco | 39,38 | 28,61 | 22,43    | 1,30       | 1 003    |
| Alcochete     | 34,41 | 32,12 | 23,65    | 1,18       | 8 299    |

#### Assembleia Municipal
| Partido                 | Partido                        | Votos  | %               | +/-   | Deputados | +/- |
| ----------------------- | ------------------------------ | ------ | --------------- | ----- | --------- | --- |
|                         | Partido Socialista             | 2 830  | 34,10 / 100,00  | 16,11 | 8 / 21    | 4   |
|                         | Coligação Democrática Unitária | 2 790  | 33,62 / 100,00  | 17,23 | 8 / 21    | 4   |
|                         | CDS-PSD                        | 1 904  | 22,94 / 100,00  | -     | 5 / 21    | -   |
| Votos Inválidos         | Votos Inválidos                | 775    | 9,29 / 100,00   | 0,75  |           |     |
| Total                   | Total                          | 8 299  | 100,00 / 100,00 |       | 21 / 21   |     |
| Eleitorado/Participação | Eleitorado/Participação        | 14 621 | 56,76 / 100,00  | 6,63  |           |     |

| Freguesia     | %     | %     | %        | Votantes |
| Freguesia     | PS    | CDU   | CDS- PSD | Votantes |
| ------------- | ----- | ----- | -------- | -------- |
| Alcochete     | 33,13 | 32,36 | 25,28    | 5 677    |
| Samouco       | 34,34 | 41,07 | 15,19    | 1 619    |
| São Francisco | 39,18 | 28,71 | 22,23    | 1 003    |
| Alcochete     | 34,10 | 33,62 | 22,94    | 8 299    |

#### Juntas de Freguesia
| Partido                 | Partido                        | Votos  | %               | +/-   | Presidentes | +/- | Mandatos | +/- |
| ----------------------- | ------------------------------ | ------ | --------------- | ----- | ----------- | --- | -------- | --- |
|                         | Coligação Democrática Unitária | 2 867  | 34,55 / 100,00  | 18,30 | 2 / 3       | 1   | 13 / 31  | 5   |
|                         | Partido Socialista             | 2 758  | 33,24 / 100,00  | 15,50 | 1 / 3       | 1   | 11 / 31  | 4   |
|                         | CDS-PSD                        | 1 936  | 23,33 / 100,00  | -     | 0 / 3       | -   | 7 / 31   | -   |
| Votos Inválidos         | Votos Inválidos                | 737    | 8,88 / 100,00   | 0,83  |             |     |          |     |
| Total                   | Total                          | 8 298  | 100,00 / 100,00 |       | 3 / 3       |     | 31 / 31  |     |
| Eleitorado/Participação | Eleitorado/Participação        | 14 621 | 56,75 / 100,00  | 4,99  |             |     |          |     |

| Freguesia     | Partido Vencedor | Partido Vencedor               | %              | Mandatos |
| ------------- | ---------------- | ------------------------------ | -------------- | -------- |
| Alcochete     |                  | Coligação Democrática Unitária | 32,40 / 100,00 | 5 / 13   |
| Samouco       |                  | Coligação Democrática Unitária | 44,10 / 100,00 | 5 / 9    |
| São Francisco |                  | Partido Socialista             | 37,49 / 100,00 | 4 / 9    |

### Almada

#### Câmara Municipal
| Partido                 | Partido                                         | Votos   | %               | +/-  | Vereadores | +/-     |
| ----------------------- | ----------------------------------------------- | ------- | --------------- | ---- | ---------- | ------- |
|                         | Partido Socialista                              | 20 810  | 31,28 / 100,00  | 5,56 | 4 / 11     | 1       |
|                         | Coligação Democrática Unitária                  | 20 497  | 30,81 / 100,00  | 7,92 | 4 / 11     | 2       |
|                         | Partido Social Democrata                        | 9 362   | 14,07 / 100,00  | 0,14 | 2 / 11     | Estável |
|                         | Bloco de Esquerda                               | 6 409   | 9,63 / 100,00   | 4,27 | 1 / 11     | 1       |
|                         | Pessoas–Animais–Natureza                        | 2 588   | 3,89 / 100,00   | 1,57 | 0 / 11     | Estável |
|                         | CDS – Partido Popular                           | 1 848   | 2,78 / 100,00   | 0,30 | 0 / 11     | Estável |
|                         | Partido Comunista dos Trabalhadores Portugueses | 1 211   | 1,82 / 100,00   | 0,38 | 0 / 11     | Estável |
|                         | Partido Nacional Renovador                      | 290     | 0,44 / 100,00   | -    | 0 / 11     | -       |
|                         | Partido Trabalhista Português                   | 185     | 0,28 / 100,00   | 0,23 | 0 / 11     | Estável |
| Votos Inválidos         | Votos Inválidos                                 | 3 326   | 5,00 / 100,00   | 3,74 |            |         |
| Total                   | Total                                           | 66 526  | 100,00 / 100,00 |      | 11 / 11    |         |
| Eleitorado/Participação | Eleitorado/Participação                         | 150 275 | 44,27 / 100,00  | 3,74 |            |         |

| Freguesia                                  | %     | %     | %     | %     | %    | %    | %    | %    | %    | Votantes |
| Freguesia                                  | PS    | CDU   | PSD   | BE    | PAN  | CDS  | PCTP | PNR  | PTP  | Votantes |
| ------------------------------------------ | ----- | ----- | ----- | ----- | ---- | ---- | ---- | ---- | ---- | -------- |
| Almada, Cova da Piedade, Pragal e Cacilhas | 27,78 | 34,14 | 13,74 | 11,46 | 3,57 | 2,34 | 1,77 | 0,33 | 0,23 | 21 188   |
| Caparica e Trafaria                        | 32,25 | 33,21 | 10,87 | 8,62  | 3,64 | 2,77 | 2,68 | 0,48 | 0,36 | 8 622    |
| Charneca de Caparica e Sobreda             | 34,54 | 25,01 | 17,27 | 8,36  | 4,46 | 2,87 | 1,34 | 0,46 | 0,27 | 17 239   |
| Costa de Caparica                          | 39,80 | 19,79 | 19,20 | 7,14  | 4,44 | 3,12 | 1,40 | 0,55 | 0,33 | 5 447    |
| Laranjeiro e Feijó                         | 28,66 | 35,72 | 10,63 | 10,03 | 3,62 | 3,20 | 2,13 | 0,50 | 0,30 | 14 030   |
| Almada                                     | 31,28 | 30,81 | 14,07 | 9,63  | 3,89 | 2,78 | 1,82 | 0,44 | 0,28 | 66 526   |

#### Assembleia Municipal
| Partido                 | Partido                        | Votos   | %               | +/-  | Vereadores | +/-     |
| ----------------------- | ------------------------------ | ------- | --------------- | ---- | ---------- | ------- |
|                         | Partido Socialista             | 20 684  | 31,12 / 100,00  | 5,79 | 11 / 33    | 1       |
|                         | Coligação Democrática Unitária | 19 510  | 29,35 / 100,00  | 7,45 | 11 / 33    | 3       |
|                         | Partido Social Democrata       | 9 618   | 14,47 / 100,00  | 0,76 | 5 / 33     | Estável |
|                         | Bloco de Esquerda              | 7 393   | 11,12 / 100,00  | 4,64 | 4 / 33     | 2       |
|                         | Pessoas–Animais–Natureza       | 3 340   | 5,02 / 100,00   | 2,18 | 1 / 33     | Estável |
|                         | CDS – Partido Popular          | 2 180   | 3,28 / 100,00   | 0,33 | 1 / 33     | Estável |
|                         | Partido Trabalhista Português  | 262     | 0,39 / 100,00   | 0,15 | 0 / 33     | Estável |
| Votos Inválidos         | Votos Inválidos                | 3 483   | 5,24 / 100,00   | 3,93 |            |         |
| Total                   | Total                          | 66 470  | 100,00 / 100,00 |      | 33 / 33    |         |
| Eleitorado/Participação | Eleitorado/Participação        | 150 275 | 44,23 / 100,00  | 3,70 |            |         |

| Freguesia                                  | %     | %     | %     | %     | %    | %    | %    | Votantes |
| Freguesia                                  | PS    | CDU   | PSD   | BE    | PAN  | CDS  | PTP  | Votantes |
| ------------------------------------------ | ----- | ----- | ----- | ----- | ---- | ---- | ---- | -------- |
| Almada, Cova da Piedade, Pragal e Cacilhas | 27,73 | 31,98 | 13,72 | 13,03 | 5,10 | 3,23 | 0,26 | 21 188   |
| Caparica e Trafaria                        | 31,83 | 32,73 | 11,47 | 10,49 | 4,21 | 3,43 | 0,56 | 8 620    |
| Charneca de Caparica e Sobreda             | 33,68 | 23,79 | 17,97 | 9,40  | 5,51 | 3,52 | 0,41 | 17 232   |
| Costa de Caparica                          | 39,89 | 17,13 | 20,06 | 8,65  | 5,77 | 3,82 | 0,39 | 5 445    |
| Laranjeiro e Feijó                         | 29,23 | 34,90 | 10,95 | 11,72 | 4,53 | 2,75 | 0,47 | 13 985   |
| Almada                                     | 31,12 | 29,35 | 14,47 | 11,12 | 5,02 | 3,28 | 0,39 | 66 470   |

#### Juntas de Freguesia
| Partido                 | Partido                                         | Votos   | %               | +/-  | Presidentes | +/-     | Vereadores | +/-     |
| ----------------------- | ----------------------------------------------- | ------- | --------------- | ---- | ----------- | ------- | ---------- | ------- |
|                         | Partido Socialista                              | 22 124  | 33,28 / 100,00  | 6,57 | 2 / 5       | 1       | 37 / 91    | 8       |
|                         | Coligação Democrática Unitária                  | 20 431  | 30,74 / 100,00  | 7,99 | 3 / 5       | 1       | 31 / 91    | 12      |
|                         | Partido Social Democrata                        | 10 059  | 15,13 / 100,00  | 1,45 | 0 / 5       | Estável | 13 / 91    | 1       |
|                         | Bloco de Esquerda                               | 7 623   | 11,47 / 100,00  | 4,70 | 0 / 5       | Estável | 10 / 91    | 6       |
|                         | CDS – Partido Popular                           | 2 108   | 3,17 / 100,00   | 0,42 | 0 / 5       | Estável | 0 / 91     | Estável |
|                         | Partido Nacional Renovador                      | 201     | 0,30 / 100,00   | -    | 0 / 5       | -       | 0 / 91     | -       |
|                         | Partido Comunista dos Trabalhadores Portugueses | 84      | 0,13 / 100,00   | 0,65 | 0 / 5       | Estável | 0 / 91     | Estável |
| Votos Inválidos         | Votos Inválidos                                 | 3 844   | 5,78 / 100,00   | 3,73 |             |         |            |         |
| Total                   | Total                                           | 66 474  | 100,00 / 100,00 |      | 5 / 5       |         | 91 / 91    |         |
| Eleitorado/Participação | Eleitorado/Participação                         | 150 275 | 44,23 / 100,00  | 3,69 |             |         |            |         |

| Freguesia                                  | Partido Vencedor | Partido Vencedor               | %              | Mandatos |
| ------------------------------------------ | ---------------- | ------------------------------ | -------------- | -------- |
| Almada, Cova da Piedade, Pragal e Cacilhas |                  | Coligação Democrática Unitária | 34,33 / 100,00 | 8 / 21   |
| Caparica e Trafaria                        |                  | Coligação Democrática Unitária | 34,12 / 100,00 | 8 / 19   |
| Charneca de Caparica e Sobreda             |                  | Partido Socialista             | 36,65 / 100,00 | 8 / 19   |
| Costa de Caparica                          |                  | Partido Socialista             | 50,94 / 100,00 | 8 / 13   |
| Laranjeiro e Feijó                         |                  | Coligação Democrática Unitária | 37,22 / 100,00 | 8 / 19   |

### Barreiro

#### Câmara Municipal
| Partido                 | Partido                                         | Votos  | %               | +/-   | Vereadores | +/-     |
| ----------------------- | ----------------------------------------------- | ------ | --------------- | ----- | ---------- | ------- |
|                         | Partido Socialista                              | 12 913 | 37,52 / 100,00  | 9,81  | 4 / 9      | 1       |
|                         | Coligação Democrática Unitária                  | 11 448 | 33,27 / 100,00  | 11,62 | 4 / 9      | 1       |
|                         | Partido Social Democrata                        | 3 912  | 11,37 / 100,00  | 2,48  | 1 / 9      | Estável |
|                         | Bloco de Esquerda                               | 2 318  | 6,74 / 100,00   | 0,62  | 0 / 9      | Estável |
|                         | Pessoas–Animais–Natureza                        | 943    | 2,74 / 100,00   | -     | 0 / 9      | -       |
|                         | Partido Comunista dos Trabalhadores Portugueses | 596    | 1,73 / 100,00   | 1,48  | 0 / 9      | Estável |
|                         | CDS – Partido Popular                           | 554    | 1,61 / 100,00   | 0,32  | 0 / 9      | Estável |
|                         | Partido Nacional Renovador                      | 394    | 1,14 / 100,00   | -     | 0 / 9      | -       |
| Votos Inválidos         | Votos Inválidos                                 | 1 334  | 3,88 / 100,00   | 4,01  |            |         |
| Total                   | Total                                           | 34 412 | 100,00 / 100,00 |       | 9 / 9      |         |
| Eleitorado/Participação | Eleitorado/Participação                         | 68 628 | 50,14 / 100,00  | 4,76  |            |         |

| Freguesia                                   | %     | %     | %     | %    | %    | %    | %    | %    | Votantes |
| Freguesia                                   | PS    | CDU   | PSD   | BE   | PAN  | PCTP | CDS  | PNR  | Votantes |
| ------------------------------------------- | ----- | ----- | ----- | ---- | ---- | ---- | ---- | ---- | -------- |
| Alto do Seixalinho, Santo André e Verderena | 37,69 | 35,13 | 9,82  | 6,76 | 2,85 | 1,99 | 1,55 | 0,57 | 17 872   |
| Barreiro e Lavradio                         | 38,63 | 32,40 | 12,86 | 6,74 | 2,37 | 1,42 | 0,96 | 0,83 | 9 722    |
| Palhais e Coina                             | 31,33 | 36,15 | 13,59 | 6,33 | 2,80 | 1,76 | 1,87 | 1,09 | 1 928    |
| Santo António da Charneca                   | 37,29 | 26,99 | 13,39 | 6,62 | 3,02 | 1,36 | 3,02 | 3,94 | 4 773    |
| Barreiro                                    | 37,54 | 33,28 | 11,39 | 6,71 | 2,73 | 1,73 | 1,60 | 1,14 | 34 295   |

#### Assembleia Municipal
| Partido                 | Partido                                         | Votos  | %               | +/-  | Deputados | +/-     |
| ----------------------- | ----------------------------------------------- | ------ | --------------- | ---- | --------- | ------- |
|                         | Partido Socialista                              | 12 402 | 36,18 / 100,00  | 8,40 | 11 / 27   | 3       |
|                         | Coligação Democrática Unitária                  | 11 490 | 33,52 / 100,00  | 9,84 | 10 / 27   | 4       |
|                         | Partido Social Democrata                        | 3 749  | 10,94 / 100,00  | 1,97 | 3 / 27    | 1       |
|                         | Bloco de Esquerda                               | 2 548  | 7,43 / 100,00   | 0,23 | 2 / 27    | Estável |
|                         | Pessoas–Animais–Natureza                        | 1 173  | 3,42 / 100,00   | -    | 1 / 27    | -       |
|                         | CDS – Partido Popular                           | 635    | 1,85 / 100,00   | 0,51 | 0 / 27    | Estável |
|                         | Partido Comunista dos Trabalhadores Portugueses | 626    | 1,83 / 100,00   | 1,36 | 0 / 27    | 1       |
|                         | Partido Nacional Renovador                      | 277    | 0,81 / 100,00   | -    | 0 / 27    | -       |
| Votos Inválidos         | Votos Inválidos                                 | 1 376  | 4,01 / 100,00   | 4,14 |           |         |
| Total                   | Total                                           | 34 276 | 100,00 / 100,00 |      | 27 / 27   |         |
| Eleitorado/Participação | Eleitorado/Participação                         | 68 628 | 49,94 / 100,00  | 4,63 |           |         |

| Freguesia                                   | %     | %     | %     | %    | %    | %    | %    | %    | Votantes |
| Freguesia                                   | PS    | CDU   | PSD   | BE   | PAN  | CDS  | PCTP | PNR  | Votantes |
| ------------------------------------------- | ----- | ----- | ----- | ---- | ---- | ---- | ---- | ---- | -------- |
| Alto do Seixalinho, Santo André e Verderena | 36,35 | 35,43 | 9,57  | 7,50 | 3,46 | 1,73 | 1,46 | 0,70 | 17 852   |
| Barreiro e Lavradio                         | 37,16 | 32,88 | 12,44 | 7,56 | 2,95 | 1,20 | 1,11 | 0,92 | 9 721    |
| Palhais e Coina                             | 29,56 | 36,26 | 12,34 | 7,26 | 4,10 | 2,23 | 1,56 | 1,19 | 1 928    |
| Santo António da Charneca                   | 36,25 | 26,60 | 12,44 | 6,99 | 3,98 | 3,48 | 4,77 | 0,84 | 4 775    |
| Barreiro                                    | 36,18 | 33,52 | 10,94 | 7,43 | 3,42 | 1,85 | 1,83 | 0,81 | 34 276   |

#### Juntas de Freguesia
| Partido                 | Partido                                         | Votos  | %               | +/-  | Presidentes | +/-     | Mandatos | +/-     |
| ----------------------- | ----------------------------------------------- | ------ | --------------- | ---- | ----------- | ------- | -------- | ------- |
|                         | Partido Socialista                              | 12 782 | 37,28 / 100,00  | 9,87 | 3 / 4       | 3       | 21 / 54  | 5       |
|                         | Coligação Democrática Unitária                  | 11 943 | 34,83 / 100,00  | 9,29 | 0 / 4       | 3       | 20 / 54  | 7       |
|                         | Partido Social Democrata                        | 3 537  | 10,31 / 100,00  | 1,71 | 0 / 4       | Estável | 5 / 54   | 2       |
|                         | Bloco de Esquerda                               | 2 653  | 7,74 / 100,00   | 0,69 | 0 / 4       | Estável | 3 / 54   | Estável |
|                         | Grupo de Cidadãos                               | 828    | 2,41 / 100,00   | 0,14 | 1 / 4       | Estável | 5 / 54   | Estável |
|                         | CDS – Partido Popular                           | 642    | 1,87 / 100,00   | -    | 0 / 4       | -       | 0 / 54   | -       |
|                         | Partido Comunista dos Trabalhadores Portugueses | 279    | 0,81 / 100,00   | 1,22 | 0 / 4       | Estável | 0 / 54   | Estável |
|                         | Partido Nacional Renovador                      | 120    | 0,35 / 100,00   | -    | 0 / 4       | -       | 0 / 54   | -       |
| Votos Inválidos         | Votos Inválidos                                 | 1 507  | 4,39 / 100,00   | 3,85 |             |         |          |         |
| Total                   | Total                                           | 34 291 | 100,00 / 100,00 |      | 4 / 4       |         | 54 / 54  |         |
| Eleitorado/Participação | Eleitorado/Participação                         | 68 628 | 49,97 / 100,00  | 4,61 |             |         |          |         |

| Freguesia                                   | Partido Vencedor | Partido Vencedor   | %              | Mandatos |
| ------------------------------------------- | ---------------- | ------------------ | -------------- | -------- |
| Alto do Seixalinho, Santo André e Verderena |                  | Partido Socialista | 38,02 / 100,00 | 8 / 19   |
| Barreiro e Lavradio                         |                  | Partido Socialista | 39,08 / 100,00 | 6 / 13   |
| Palhais e Coina                             |                  | Grupo de Cidadãos  | 42,95 / 100,00 | 5 / 9    |
| Santo António da Charneca                   |                  | Partido Socialista | 39,23 / 100,00 | 6 / 13   |

### Grândola

#### Câmara Municipal
| Partido                 | Partido                        | Votos  | %               | +/-  | Vereadores | +/-     |
| ----------------------- | ------------------------------ | ------ | --------------- | ---- | ---------- | ------- |
|                         | Coligação Democrática Unitária | 3 275  | 43,48 / 100,00  | 8,92 | 4 / 7      | 1       |
|                         | Partido Socialista             | 2 369  | 31,45 / 100,00  | 7,83 | 2 / 7      | Estável |
|                         | Grândola Melhor                | 977    | 12,97 / 100,00  | 5,82 | 1 / 7      | Estável |
|                         | Partido Social Democrata       | 588    | 7,81 / 100,00   | -    | 0 / 7      | -       |
|                         | Bloco de Esquerda              | 91     | 1,21 / 100,00   | 0,13 | 0 / 7      | Estável |
|                         | Partido Nacional Renovador     | 35     | 0,46 / 100,00   | -    | 0 / 7      | -       |
| Votos Inválidos         | Votos Inválidos                | 197    | 2,61 / 100,00   | 0,67 |            |         |
| Total                   | Total                          | 7 532  | 100,00 / 100,00 |      | 7 / 7      |         |
| Eleitorado/Participação | Eleitorado/Participação        | 12 167 | 61,91 / 100,00  | 3,22 |            |         |

| Freguesia                                  | %     | %     | %     | %    | %    | %    | Votantes |
| Freguesia                                  | CDU   | PS    | GM    | PSD  | BE   | PNR  | Votantes |
| ------------------------------------------ | ----- | ----- | ----- | ---- | ---- | ---- | -------- |
| Azinheira dos Barros e São Mamede do Sádão | 25,86 | 64,76 | 3,20  | 2,29 | 0,92 | 0    | 437      |
| Carvalhal                                  | 53,59 | 35,58 | 3,22  | 2,78 | 1,76 | 0,59 | 683      |
| Grândola e Santa Margarida da Serra        | 45,81 | 29,79 | 11,35 | 8,73 | 1,30 | 0,50 | 5 444    |
| Melides                                    | 31,20 | 22,83 | 33,37 | 8,68 | 0,41 | 0,41 | 968      |
| Grândola                                   | 43,48 | 31,45 | 12,97 | 7,81 | 1,21 | 0,46 | 7 532    |

#### Assembleia Municipal
| Partido                 | Partido                        | Votos  | %               | +/-  | Deputados | +/-     |
| ----------------------- | ------------------------------ | ------ | --------------- | ---- | --------- | ------- |
|                         | Coligação Democrática Unitária | 3 004  | 39,88 / 100,00  | 6,31 | 9 / 21    | 2       |
|                         | Partido Socialista             | 2 283  | 30,31 / 100,00  | 9,21 | 7 / 21    | 2       |
|                         | Grândola Melhor                | 1 354  | 17,97 / 100,00  | 3,30 | 4 / 21    | 1       |
|                         | Partido Social Democrata       | 534    | 7,09 / 100,00   | 2,39 | 1 / 21    | Estável |
|                         | Bloco de Esquerda              | 123    | 1,63 / 100,00   | 0,19 | 0 / 21    | Estável |
| Votos Inválidos         | Votos Inválidos                | 235    | 3,12 / 100,00   | 0,56 |           |         |
| Total                   | Total                          | 7 533  | 100,00 / 100,00 |      | 21 / 21   |         |
| Eleitorado/Participação | Eleitorado/Participação        | 12 167 | 61,91 / 100,00  | 3,22 |           |         |

| Freguesia                                  | %     | %     | %     | %    | %    | Votantes |
| Freguesia                                  | CDU   | PS    | GM    | PSD  | BE   | Votantes |
| ------------------------------------------ | ----- | ----- | ----- | ---- | ---- | -------- |
| Azinheira dos Barros e São Mamede do Sádão | 23,11 | 66,82 | 4,12  | 1,60 | 1,14 | 437      |
| Carvalhal                                  | 50,95 | 36,75 | 3,81  | 3,07 | 2,64 | 683      |
| Grândola e Santa Margarida da Serra        | 42,08 | 27,79 | 17,85 | 7,66 | 1,67 | 5 445    |
| Melides                                    | 27,27 | 23,45 | 34,92 | 9,19 | 0,93 | 968      |
| Grândola                                   | 39,88 | 30,31 | 17,97 | 7,09 | 1,63 | 7 533    |

#### Juntas de Freguesia
| Partido                 | Partido                        | Votos  | %               | +/-   | Presidentes | +/-     | Mandatos | +/-     |
| ----------------------- | ------------------------------ | ------ | --------------- | ----- | ----------- | ------- | -------- | ------- |
|                         | Coligação Democrática Unitária | 3 820  | 50,72 / 100,00  | 3,83  | 2 / 4       | Estável | 19 / 38  | 2       |
|                         | Partido Socialista             | 2 146  | 28,49 / 100,00  | 7,53  | 1 / 4       | Estável | 14 / 38  | 3       |
|                         | Grupo de Cidadãos              | 806    | 10,70 / 100,00  | 16,83 | 1 / 4       | Estável | 4 / 38   | 6       |
|                         | Partido Social Democrata       | 440    | 5,84 / 100,00   | -     | 0 / 4       | -       | 1 / 38   | -       |
|                         | Bloco de Esquerda              | 107    | 1,42 / 100,00   | 0,52  | 0 / 4       | Estável | 0 / 38   | Estável |
| Votos Inválidos         | Votos Inválidos                | 213    | 2,83 / 100,00   | 0,89  |             |         |          |         |
| Total                   | Total                          | 7 532  | 100,00 / 100,00 |       | 4 / 4       |         | 38 / 38  |         |
| Eleitorado/Participação | Eleitorado/Participação        | 12 167 | 61,91 / 100,00  | 3,21  |             |         |          |         |

| Freguesia                                  | Partido Vencedor | Partido Vencedor               | %              | Mandatos |
| ------------------------------------------ | ---------------- | ------------------------------ | -------------- | -------- |
| Azinheira dos Barros e São Mamede do Sádão |                  | Partido Socialista             | 72,08 / 100,00 | 5 / 7    |
| Carvalhal                                  |                  | Coligação Democrática Unitária | 56,37 / 100,00 | 6 / 9    |
| Grândola e Santa Margarida da Serra        |                  | Coligação Democrática Unitária | 56,68 / 100,00 | 9 / 13   |
| Melides                                    |                  | Grupo de Cidadãos              | 33,64 / 100,00 | 3 / 9    |

### Moita

#### Câmara Municipal
| Partido                 | Partido                                         | Votos  | %               | +/-  | Vereadores | +/-     |
| ----------------------- | ----------------------------------------------- | ------ | --------------- | ---- | ---------- | ------- |
|                         | Coligação Democrática Unitária                  | 10 218 | 41,10 / 100,00  | 4,44 | 4 / 9      | 1       |
|                         | Partido Socialista                              | 7 208  | 28,99 / 100,00  | 4,19 | 3 / 9      | Estável |
|                         | Bloco de Esquerda                               | 2 562  | 10,30 / 100,00  | 1,87 | 1 / 9      | Estável |
|                         | PSD-CDS-MPT                                     | 2 107  | 8,47 / 100,00   | -    | 1 / 9      | -       |
|                         | Pessoas–Animais–Natureza                        | 886    | 3,56 / 100,00   | 1,19 | 0 / 9      | Estável |
|                         | Partido Comunista dos Trabalhadores Portugueses | 667    | 2,68 / 100,00   | 0,07 | 0 / 9      | Estável |
| Votos Inválidos         | Votos Inválidos                                 | 1 215  | 4,89 / 100,00   | 2,21 |            |         |
| Total                   | Total                                           | 24 863 | 100,00 / 100,00 |      | 9 / 9      |         |
| Eleitorado/Participação | Eleitorado/Participação                         | 57 977 | 42,88 / 100,00  | 2,53 |            |         |

| Freguesia                            | %     | %     | %     | %             | %    | %    | Votantes |
| Freguesia                            | CDU   | PS    | BE    | PSD- CDS- MPT | PAN  | PCTP | Votantes |
| ------------------------------------ | ----- | ----- | ----- | ------------- | ---- | ---- | -------- |
| Alhos Vedros                         | 38,33 | 26,70 | 13,59 | 7,86          | 4,23 | 4,06 | 5 932    |
| Baixa da Banheira e Vale da Amoreira | 43,84 | 28,38 | 9,71  | 7,80          | 3,55 | 2,06 | 10 456   |
| Gaio-Rosário e Sarilhos Pequenos     | 51,82 | 29,14 | 6,70  | 4,28          | 2,91 | 1,21 | 1 239    |
| Moita                                | 37,32 | 31,63 | 9,23  | 10,61         | 3,24 | 2,74 | 7 163    |
| Moita                                | 41,04 | 28,96 | 10,35 | 8,45          | 3,59 | 2,69 | 24 790   |

#### Assembleia Municipal
| Partido                 | Partido                                         | Votos  | %               | +/-  | Deputados | +/-     |
| ----------------------- | ----------------------------------------------- | ------ | --------------- | ---- | --------- | ------- |
|                         | Coligação Democrática Unitária                  | 9 957  | 40,17 / 100,00  | 5,25 | 12 / 27   | 3       |
|                         | Partido Socialista                              | 6 932  | 27,97 / 100,00  | 3,37 | 9 / 27    | 1       |
|                         | Bloco de Esquerda                               | 2 764  | 11,15 / 100,00  | 2,09 | 3 / 27    | Estável |
|                         | PSD-CDS-MPT                                     | 2 138  | 8,63 / 100,00   | -    | 2 / 27    | -       |
|                         | Pessoas–Animais–Natureza                        | 1 060  | 4,28 / 100,00   | 1,58 | 1 / 27    | 1       |
|                         | Partido Comunista dos Trabalhadores Portugueses | 691    | 2,79 / 100,00   | 0,19 | 0 / 27    | Estável |
| Votos Inválidos         | Votos Inválidos                                 | 1 246  | 5,03 / 100,00   | 1,98 |           |         |
| Total                   | Total                                           | 24 788 | 100,00 / 100,00 |      | 27 / 27   |         |
| Eleitorado/Participação | Eleitorado/Participação                         | 57 977 | 42,75 / 100,00  | 2,37 |           |         |

| Freguesia                            | %     | %     | %     | %             | %    | %    | Votantes |
| Freguesia                            | CDU   | PS    | BE    | PSD- CDS- MPT | PAN  | PCTP | Votantes |
| ------------------------------------ | ----- | ----- | ----- | ------------- | ---- | ---- | -------- |
| Alhos Vedros                         | 37,41 | 25,56 | 14,48 | 8,28          | 5,14 | 3,86 | 5 931    |
| Baixa da Banheira e Vale da Amoreira | 42,83 | 27,82 | 10,31 | 7,59          | 3,94 | 2,45 | 10 455   |
| Gaio-Rosário e Sarilhos Pequenos     | 49,23 | 28,73 | 7,43  | 4,76          | 3,87 | 2,18 | 1 239    |
| Moita                                | 37,00 | 30,03 | 10,26 | 11,08         | 4,12 | 2,50 | 7 163    |
| Moita                                | 40,17 | 27,97 | 11,15 | 8,63          | 4,28 | 2,79 | 24 788   |

#### Juntas de Freguesia
| Partido                 | Partido                                         | Votos  | %               | +/-  | Presidentes | +/-     | Mandatos | +/- |
| ----------------------- | ----------------------------------------------- | ------ | --------------- | ---- | ----------- | ------- | -------- | --- |
|                         | Coligação Democrática Unitária                  | 10 497 | 42,44 / 100,00  | 3,64 | 4 / 4       | Estável | 28 / 54  | 2   |
|                         | Partido Socialista                              | 7 124  | 28,80 / 100,00  | 4,18 | 0 / 4       | Estável | 18 / 54  | 3   |
|                         | Bloco de Esquerda                               | 2 859  | 11,56 / 100,00  | 2,61 | 0 / 4       | Estável | 5 / 54   | 1   |
|                         | PSD-CDS-MPT                                     | 1 997  | 8,07 / 100,00   | -    | 0 / 4       | -       | 3 / 54   | -   |
|                         | Partido Comunista dos Trabalhadores Portugueses | 966    | 3,91 / 100,00   | 0,02 | 0 / 4       | Estável | 0 / 54   | 1   |
| Votos Inválidos         | Votos Inválidos                                 | 1 289  | 5,21 / 100,00   | 1,83 |             |         |          |     |
| Total                   | Total                                           | 24 732 | 100,00 / 100,00 |      | 4 / 4       |         | 54 / 54  |     |
| Eleitorado/Participação | Eleitorado/Participação                         | 57 977 | 42,66 / 100,00  | 2,30 |             |         |          |     |

| Freguesia                            | Partido Vencedor | Partido Vencedor               | %              | Mandatos |
| ------------------------------------ | ---------------- | ------------------------------ | -------------- | -------- |
| Alhos Vedros                         |                  | Coligação Democrática Unitária | 37,49 / 100,00 | 6 / 13   |
| Baixa da Banheira e Vale da Amoreira |                  | Coligação Democrática Unitária | 44,98 / 100,00 | 10 / 19  |
| Gaio-Rosário e Sarilhos Pequenos     |                  | Coligação Democrática Unitária | 57,71 / 100,00 | 6 / 9    |
| Moita                                |                  | Coligação Democrática Unitária | 40,18 / 100,00 | 6 / 13   |

### Montijo

#### Câmara Municipal
| Partido                 | Partido                                         | Votos  | %               | +/-   | Vereadores | +/-     |
| ----------------------- | ----------------------------------------------- | ------ | --------------- | ----- | ---------- | ------- |
|                         | Partido Socialista                              | 8 591  | 45,42 / 100,00  | 16,83 | 4 / 7      | 1       |
|                         | Coligação Democrática Unitária                  | 3 803  | 20,11 / 100,00  | 5,91  | 2 / 7      | Estável |
|                         | PSD-CDS                                         | 3 676  | 19,44 / 100,00  | -     | 1 / 7      | -       |
|                         | Bloco de Esquerda                               | 960    | 5,08 / 100,00   | 1,48  | 0 / 7      | Estável |
|                         | Pessoas–Animais–Natureza                        | 460    | 2,43 / 100,00   | -     | 0 / 7      | -       |
|                         | Partido Comunista dos Trabalhadores Portugueses | 310    | 1,64 / 100,00   | 0,94  | 0 / 7      | Estável |
|                         | Partido Trabalhista Português                   | 265    | 1,40 / 100,00   | -     | 0 / 7      | -       |
| Votos Inválidos         | Votos Inválidos                                 | 848    | 4,49 / 100,00   | 3,63  |            |         |
| Total                   | Total                                           | 18 913 | 100,00 / 100,00 |       | 7 / 7      |         |
| Eleitorado/Participação | Eleitorado/Participação                         | 42 752 | 44,24 / 100,00  | 4,24  |            |         |

| Freguesia                         | %     | %     | %        | %    | %    | %    | %    | Votantes |
| Freguesia                         | PS    | CDU   | PSD- CDS | BE   | PAN  | PCTP | PTP  | Votantes |
| --------------------------------- | ----- | ----- | -------- | ---- | ---- | ---- | ---- | -------- |
| Atalaia e Alto Estanqueiro-Jardia | 47,44 | 20,64 | 14,76    | 5,23 | 2,34 | 2,40 | 1,80 | 1 836    |
| Canha                             | 58,90 | 13,39 | 21,77    | 1,83 | 0,46 | 1,37 | 0,30 | 657      |
| Montijo e Afonsoeiro              | 44,88 | 20,74 | 18,36    | 5,63 | 2,68 | 1,54 | 1,56 | 13 596   |
| Pegões                            | 43,40 | 9,99  | 36,50    | 2,40 | 1,54 | 1,54 | 0,43 | 1 622    |
| Sarilhos Grandes                  | 43,84 | 29,45 | 14,48    | 3,99 | 2,08 | 1,91 | 0,92 | 1 202    |
| Montijo                           | 45,42 | 20,11 | 19,44    | 5,08 | 2,43 | 1,64 | 1,40 | 18 913   |

#### Assembleia Municipal
| Partido                 | Partido                                         | Votos  | %               | +/-   | Deputados | +/-     |
| ----------------------- | ----------------------------------------------- | ------ | --------------- | ----- | --------- | ------- |
|                         | Partido Socialista                              | 8 172  | 43,21 / 100,00  | 14,44 | 10 / 21   | 3       |
|                         | PSD-CDS                                         | 3 771  | 19,94 / 100,00  | -     | 5 / 21    | -       |
|                         | Coligação Democrática Unitária                  | 3 753  | 19,84 / 100,00  | 6,53  | 5 / 21    | 1       |
|                         | Bloco de Esquerda                               | 1 152  | 6,09 / 100,00   | 1,46  | 1 / 21    | 1       |
|                         | Pessoas–Animais–Natureza                        | 602    | 3,18 / 100,00   | -     | 0 / 21    | -       |
|                         | Partido Comunista dos Trabalhadores Portugueses | 308    | 1,63 / 100,00   | 0,92  | 0 / 21    | Estável |
|                         | Partido Trabalhista Português                   | 261    | 1,38 / 100,00   | -     | 0 / 21    | -       |
| Votos Inválidos         | Votos Inválidos                                 | 893    | 4,72 / 100,00   | 3,58  |           |         |
| Total                   | Total                                           | 18 912 | 100,00 / 100,00 |       | 21 / 21   |         |
| Eleitorado/Participação | Eleitorado/Participação                         | 42 752 | 44,24 / 100,00  | 4,24  |           |         |

| Freguesia                         | %     | %        | %     | %    | %    | %    | %    | Votantes |
| Freguesia                         | PS    | PSD- CDS | CDU   | BE   | PAN  | PCTP | PTP  | Votantes |
| --------------------------------- | ----- | -------- | ----- | ---- | ---- | ---- | ---- | -------- |
| Atalaia e Alto Estanqueiro-Jardia | 45,56 | 14,92    | 20,79 | 5,99 | 2,78 | 2,18 | 2,07 | 1 837    |
| Canha                             | 56,62 | 22,07    | 13,85 | 2,89 | 0,46 | 1,22 | 0,30 | 657      |
| Montijo e Afonsoeiro              | 42,51 | 18,99    | 20,38 | 6,77 | 3,58 | 1,55 | 1,49 | 13 594   |
| Pegões                            | 42,54 | 36,87    | 9,31  | 2,59 | 1,73 | 1,73 | 0,49 | 1 622    |
| Sarilhos Grandes                  | 41,10 | 14,39    | 29,87 | 5,07 | 2,75 | 1,75 | 0,83 | 1 202    |
| Montijo                           | 43,21 | 19,94    | 19,84 | 6,09 | 3,18 | 1,63 | 1,38 | 18 912   |

#### Juntas de Freguesia
| Partido                 | Partido                                         | Votos  | %               | +/-   | Presidentes | +/-     | Mandatos | +/-     |
| ----------------------- | ----------------------------------------------- | ------ | --------------- | ----- | ----------- | ------- | -------- | ------- |
|                         | Partido Socialista                              | 8 906  | 47,09 / 100,00  | 16,21 | 5 / 5       | 2       | 30 / 55  | 9       |
|                         | Coligação Democrática Unitária                  | 3 890  | 20,57 / 100,00  | 6,29  | 0 / 5       | 1       | 12 / 55  | 5       |
|                         | PSD-CDS                                         | 3 777  | 19,97 / 100,00  | -     | 0 / 5       | -       | 12 / 55  | -       |
|                         | Bloco de Esquerda                               | 931    | 4,92 / 100,00   | 1,00  | 0 / 5       | Estável | 1 / 55   | 1       |
|                         | Partido Comunista dos Trabalhadores Portugueses | 279    | 1,48 / 100,00   | 0,43  | 0 / 5       | Estável | 0 / 55   | Estável |
|                         | Partido Trabalhista Português                   | 246    | 1,30 / 100,00   | -     | 0 / 5       | -       | 0 / 55   | -       |
| Votos Inválidos         | Votos Inválidos                                 | 884    | 4,67 / 100,00   | 3,33  |             |         |          |         |
| Total                   | Total                                           | 18 913 | 100,00 / 100,00 |       | 5 / 5       |         | 55 / 55  |         |
| Eleitorado/Participação | Eleitorado/Participação                         | 42 752 | 44,24 / 100,00  | 4,23  |             |         |          |         |

| Freguesia                         | Partido Vencedor | Partido Vencedor   | %              | Mandatos |
| --------------------------------- | ---------------- | ------------------ | -------------- | -------- |
| Atalaia e Alto Estanqueiro-Jardia |                  | Partido Socialista | 50,35 / 100,00 | 5 / 9    |
| Canha                             |                  | Partido Socialista | 59,76 / 100,00 | 6 / 9    |
| Montijo e Afonsoeiro              |                  | Partido Socialista | 46,30 / 100,00 | 10 / 19  |
| Pegões                            |                  | Partido Socialista | 45,38 / 100,00 | 4 / 9    |
| Sarilhos Grandes                  |                  | Partido Socialista | 46,42 / 100,00 | 5 / 9    |

### Palmela

#### Câmara Municipal
| Partido                 | Partido                             | Votos  | %               | +/-  | Vereadores | +/-     |
| ----------------------- | ----------------------------------- | ------ | --------------- | ---- | ---------- | ------- |
|                         | Coligação Democrática Unitária      | 9 397  | 40,67 / 100,00  | 6,03 | 4 / 9      | 1       |
|                         | Partido Socialista                  | 6 540  | 28,31 / 100,00  | 3,03 | 3 / 9      | Estável |
|                         | PSD-CDS                             | 2 702  | 11,69 / 100,00  | 0,33 | 1 / 9      | Estável |
|                         | Movimento Independente pela Mudança | 1 896  | 8,21 / 100,00   | Novo | 1 / 9      | Novo    |
|                         | Bloco de Esquerda                   | 1 391  | 6,02 / 100,00   | 0,74 | 0 / 9      | Estável |
| Votos Inválidos         | Votos Inválidos                     | 1 178  | 5,09 / 100,00   | 4,32 |            |         |
| Total                   | Total                               | 23 104 | 100,00 / 100,00 |      | 9 / 9      |         |
| Eleitorado/Participação | Eleitorado/Participação             | 53 100 | 43,51 / 100,00  | 5,00 |            |         |

| Freguesia           | %     | %     | %        | %     | %    | Votantes |
| Freguesia           | CDU   | PS    | PSD- CDS | MIM   | BE   | Votantes |
| ------------------- | ----- | ----- | -------- | ----- | ---- | -------- |
| Palmela             | 32,92 | 34,19 | 14,70    | 6,49  | 5,78 | 6 607    |
| Pinhal Novo         | 48,12 | 21,87 | 7,90     | 10,31 | 7,22 | 9 251    |
| Poceirão e Marateca | 47,11 | 26,46 | 11,29    | 7,37  | 2,75 | 2 834    |
| Quinta do Anjo      | 32,52 | 34,18 | 15,41    | 6,89  | 5,96 | 4 412    |
| Palmela             | 40,67 | 28,31 | 11,69    | 8,21  | 6,02 | 23 104   |

#### Assembleia Municipal
| Partido                 | Partido                             | Votos  | %               | +/-  | Deputados | +/-     |
| ----------------------- | ----------------------------------- | ------ | --------------- | ---- | --------- | ------- |
|                         | Coligação Democrática Unitária      | 8 908  | 38,56 / 100,00  | 7,26 | 12 / 27   | 2       |
|                         | Partido Socialista                  | 6 439  | 27,88 / 100,00  | 1,86 | 8 / 27    | Estável |
|                         | PSD-CDS                             | 2 803  | 12,13 / 100,00  | 0,06 | 3 / 27    | Estável |
|                         | Movimento Independente pela Mudança | 2 101  | 9,10 / 100,00   | Novo | 2 / 27    | Novo    |
|                         | Bloco de Esquerda                   | 1 612  | 6,98 / 100,00   | 0,55 | 2 / 27    | Estável |
| Votos Inválidos         | Votos Inválidos                     | 1 236  | 5,35 / 100,00   | 4,18 |           |         |
| Total                   | Total                               | 23 099 | 100,00 / 100,00 |      | 27 / 27   |         |
| Eleitorado/Participação | Eleitorado/Participação             | 53 100 | 43,50 / 100,00  | 4,99 |           |         |

| Freguesia           | %     | %     | %        | %     | %    | Votantes |
| Freguesia           | CDU   | PS    | PSD- CDS | MIM   | BE   | Votantes |
| ------------------- | ----- | ----- | -------- | ----- | ---- | -------- |
| Palmela             | 32,21 | 32,54 | 15,15    | 7,19  | 7,04 | 6 607    |
| Pinhal Novo         | 44,33 | 22,83 | 8,28     | 11,33 | 8,18 | 9 247    |
| Poceirão e Marateca | 44,97 | 26,76 | 11,93    | 8,40  | 3,04 | 2 833    |
| Quinta do Anjo      | 31,89 | 32,18 | 15,82    | 7,71  | 6,91 | 4 412    |
| Palmela             | 38,56 | 27,88 | 12,13    | 9,10  | 6,98 | 23 099   |

#### Juntas de Freguesia
| Partido                 | Partido                        | Votos  | %               | +/-  | Presidentes | +/-     | Mandatos | +/-     |
| ----------------------- | ------------------------------ | ------ | --------------- | ---- | ----------- | ------- | -------- | ------- |
|                         | Coligação Democrática Unitária | 8 895  | 38,51 / 100,00  | 8,32 | 3 / 4       | 1       | 26 / 58  | 6       |
|                         | Partido Socialista             | 6 412  | 27,76 / 100,00  | 0,67 | 1 / 4       | 1       | 19 / 58  | Estável |
|                         | PSD-CDS                        | 2 675  | 11,58 / 100,00  | 0,48 | 0 / 4       | Estável | 6 / 58   | Estável |
|                         | Grupo de Cidadãos              | 2 434  | 10,54 / 100,00  | -    | 0 / 4       | -       | 5 / 58   | -       |
|                         | Bloco de Esquerda              | 1 487  | 6,44 / 100,00   | 0,50 | 0 / 4       | Estável | 2 / 58   | 1       |
| Votos Inválidos         | Votos Inválidos                | 1 195  | 5,18 / 100,00   | 3,86 |             |         |          |         |
| Total                   | Total                          | 23 098 | 100,00 / 100,00 |      | 4 / 4       |         | 58 / 58  |         |
| Eleitorado/Participação | Eleitorado/Participação        | 53 100 | 43,50 / 100,00  | 4,99 |             |         |          |         |

| Freguesia           | Partido Vencedor | Partido Vencedor               | %              | Mandatos |
| ------------------- | ---------------- | ------------------------------ | -------------- | -------- |
| Palmela             |                  | Partido Socialista             | 33,01 / 100,00 | 5 / 13   |
| Pinhal Novo         |                  | Coligação Democrática Unitária | 43,93 / 100,00 | 10 / 19  |
| Poceirão e Marateca |                  | Coligação Democrática Unitária | 45,31 / 100,00 | 7 / 13   |
| Quinta do Anjo      |                  | Coligação Democrática Unitária | 32,21 / 100,00 | 5 / 13   |

### Santiago do Cacém

#### Câmara Municipal
| Partido                 | Partido                        | Votos  | %               | +/-  | Vereadores | +/-     |
| ----------------------- | ------------------------------ | ------ | --------------- | ---- | ---------- | ------- |
|                         | Coligação Democrática Unitária | 6 094  | 45,61 / 100,00  | 0,08 | 4 / 7      | Estável |
|                         | Partido Socialista             | 3 634  | 27,20 / 100,00  | 0,59 | 2 / 7      | Estável |
|                         | PSD-CDS                        | 2 054  | 15,37 / 100,00  | -    | 1 / 7      | -       |
|                         | Bloco de Esquerda              | 918    | 6,87 / 100,00   | 3,22 | 0 / 7      | Estável |
| Votos Inválidos         | Votos Inválidos                | 662    | 4,95 / 100,00   | 2,70 |            |         |
| Total                   | Total                          | 13 362 | 100,00 / 100,00 |      | 7 / 7      |         |
| Eleitorado/Participação | Eleitorado/Participação        | 24 509 | 54,52 / 100,00  | 3,17 |            |         |

| Freguesia                                        | %     | %     | %        | %     | Votantes |
| Freguesia                                        | CDU   | PS    | PSD- CDS | BE    | Votantes |
| ------------------------------------------------ | ----- | ----- | -------- | ----- | -------- |
| Abela                                            | 58,78 | 18,16 | 12,86    | 2,24  | 490      |
| Alvalade                                         | 50,18 | 38,46 | 5,68     | 3,11  | 1 092    |
| Cercal do Alentejo                               | 45,30 | 25,19 | 18,36    | 5,28  | 1 552    |
| Ermidas-Sado                                     | 56,17 | 21,28 | 8,65     | 10,69 | 1 029    |
| Santiago do Cacém, Sta. e S. Bartolomeu da Serra | 44,93 | 29,07 | 15,30    | 5,83  | 3 550    |
| Santo André                                      | 37,57 | 27,09 | 19,93    | 9,83  | 4 426    |
| São Domingos e Vale de Água                      | 58,85 | 25,39 | 8,72     | 2,73  | 768      |
| São Francisco da Serra                           | 58,68 | 19,56 | 13,85    | 3,96  | 455      |
| Santiago do Cacém                                | 45,61 | 27,20 | 15,37    | 6,87  | 13 362   |

#### Assembleia Municipal
| Partido                 | Partido                        | Votos  | %               | +/-  | Deputados | +/-     |
| ----------------------- | ------------------------------ | ------ | --------------- | ---- | --------- | ------- |
|                         | Coligação Democrática Unitária | 5 692  | 42,60 / 100,00  | 2,09 | 10 / 21   | 1       |
|                         | Partido Socialista             | 3 750  | 28,06 / 100,00  | 1,72 | 6 / 21    | Estável |
|                         | PSD-CDS                        | 2 188  | 16,37 / 100,00  | -    | 4 / 21    | -       |
|                         | Bloco de Esquerda              | 1 054  | 7,89 / 100,00   | 3,82 | 1 / 21    | Estável |
| Votos Inválidos         | Votos Inválidos                | 678    | 5,08 / 100,00   | 3,14 |           |         |
| Total                   | Total                          | 13 362 | 100,00 / 100,00 |      | 21 / 21   |         |
| Eleitorado/Participação | Eleitorado/Participação        | 24 509 | 54,52 / 100,00  | 3,17 |           |         |

| Freguesia                                        | %     | %     | %        | %     | Votantes |
| Freguesia                                        | CDU   | PS    | PSD- CDS | BE    | Votantes |
| ------------------------------------------------ | ----- | ----- | -------- | ----- | -------- |
| Abela                                            | 56,73 | 16,94 | 13,27    | 4,08  | 490      |
| Alvalade                                         | 43,37 | 41,45 | 7,59     | 4,12  | 1 093    |
| Cercal do Alentejo                               | 43,30 | 25,71 | 18,43    | 6,06  | 1 552    |
| Ermidas-Sado                                     | 54,81 | 23,03 | 9,04     | 9,43  | 1 029    |
| Santiago do Cacém, Sta. e S. Bartolomeu da Serra | 38,55 | 29,59 | 20,74    | 6,23  | 3 549    |
| Santo André                                      | 37,14 | 27,72 | 17,80    | 11,97 | 4 426    |
| São Domingos e Vale de Água                      | 57,16 | 25,91 | 8,98     | 3,91  | 768      |
| São Francisco da Serra                           | 55,60 | 22,42 | 14,95    | 3,74  | 455      |
| Santiago do Cacém                                | 42,60 | 28,06 | 16,37    | 7,89  | 13 362   |

#### Juntas de Freguesia
| Partido                 | Partido                        | Votos  | %               | +/-  | Presidentes | +/-     | Mandatos | +/-     |
| ----------------------- | ------------------------------ | ------ | --------------- | ---- | ----------- | ------- | -------- | ------- |
|                         | Coligação Democrática Unitária | 6 175  | 46,21 / 100,00  | 4,75 | 7 / 8       | 1       | 45 / 76  | 3       |
|                         | Partido Socialista             | 3 879  | 29,03 / 100,00  | 4,04 | 1 / 8       | 1       | 22 / 76  | 4       |
|                         | PSD-CDS                        | 1 838  | 13,76 / 100,00  | -    | 0 / 8       | -       | 8 / 76   | -       |
|                         | Bloco de Esquerda              | 735    | 5,50 / 100,00   | 2,92 | 0 / 8       | Estável | 1 / 76   | Estável |
| Votos Inválidos         | Votos Inválidos                | 735    | 5,50 / 100,00   | 1,84 |             |         |          |         |
| Total                   | Total                          | 13 362 | 100,00 / 100,00 |      | 8 / 8       |         | 76 / 76  |         |
| Eleitorado/Participação | Eleitorado/Participação        | 24 509 | 54,52 / 100,00  | 3,17 |             |         |          |         |

| Freguesia                                        | Partido Vencedor | Partido Vencedor               | %              | Mandatos |
| ------------------------------------------------ | ---------------- | ------------------------------ | -------------- | -------- |
| Abela                                            |                  | Coligação Democrática Unitária | 70,61 / 100,00 | 7 / 7    |
| Alvalade                                         |                  | Partido Socialista             | 54,07 / 100,00 | 5 / 9    |
| Cercal do Alentejo                               |                  | Coligação Democrática Unitária | 46,39 / 100,00 | 5 / 9    |
| Ermidas-Sado                                     |                  | Coligação Democrática Unitária | 61,32 / 100,00 | 6 / 9    |
| Santiago do Cacém, Sta. e S. Bartolomeu da Serra |                  | Coligação Democrática Unitária | 41,45 / 100,00 | 6 / 13   |
| Santo André                                      |                  | Coligação Democrática Unitária | 41,37 / 100,00 | 6 / 13   |
| São Domingos e Vale de Água                      |                  | Coligação Democrática Unitária | 60,16 / 100,00 | 6 / 9    |
| São Francisco da Serra                           |                  | Coligação Democrática Unitária | 61,54 / 100,00 | 5 / 7    |

### Seixal

#### Câmara Municipal
| Partido                 | Partido                        | Votos   | %               | +/-     | Vereadores | +/-     |
| ----------------------- | ------------------------------ | ------- | --------------- | ------- | ---------- | ------- |
|                         | Coligação Democrática Unitária | 21 715  | 36,54 / 100,00  | 6,88    | 5 / 11     | 1       |
|                         | Partido Socialista             | 18 679  | 31,44 / 100,00  | 7,66    | 4 / 11     | 1       |
|                         | Partido Social Democrata       | 7 036   | 11,84 / 100,00  | 1,09    | 1 / 11     | Estável |
|                         | Bloco de Esquerda              | 4 442   | 7,48 / 100,00   | 0,89    | 1 / 11     | Estável |
|                         | Pessoas–Animais–Natureza       | 2 448   | 4,12 / 100,00   | -       | 0 / 11     | -       |
|                         | CDS – Partido Popular          | 1 639   | 2,76 / 100,00   | Estável | 0 / 11     | Estável |
|                         | Partido Trabalhista Português  | 218     | 0,37 / 100,00   | 1,15    | 0 / 11     | Estável |
| Votos Inválidos         | Votos Inválidos                | 3 244   | 5,46 / 100,00   | 4,35    |            |         |
| Total                   | Total                          | 59 421  | 100,00 / 100,00 |         | 11 / 11    |         |
| Eleitorado/Participação | Eleitorado/Participação        | 137 302 | 43,28 / 100,00  | 4,42    |            |         |

| Freguesia                                | %     | %     | %     | %    | %    | %    | %    | Votantes |
| Freguesia                                | CDU   | PS    | PSD   | BE   | PAN  | CDS  | PTP  | Votantes |
| ---------------------------------------- | ----- | ----- | ----- | ---- | ---- | ---- | ---- | -------- |
| Amora                                    | 35,91 | 32,37 | 12,42 | 7,56 | 3,71 | 2,70 | 0,43 | 16 838   |
| Corroios                                 | 33,28 | 31,71 | 12,77 | 8,62 | 4,47 | 3,19 | 0,26 | 18 015   |
| Fernão Ferro                             | 28,02 | 36,71 | 14,37 | 5,95 | 4,76 | 2,68 | 0,78 | 7 676    |
| Seixal, Arrentela e Aldeia de Paio Pires | 44,52 | 27,81 | 9,13  | 6,87 | 3,87 | 2,39 | 0,24 | 16 892   |
| Seixal                                   | 36,54 | 31,44 | 11,84 | 7,48 | 4,12 | 2,76 | 0,37 | 59 421   |

#### Assembleia Municipal
| Partido                 | Partido                        | Votos   | %               | +/-  | Deputados | +/-     |
| ----------------------- | ------------------------------ | ------- | --------------- | ---- | --------- | ------- |
|                         | Coligação Democrática Unitária | 20 899  | 35,18 / 100,00  | 8,11 | 13 / 33   | 3       |
|                         | Partido Socialista             | 17 963  | 30,24 / 100,00  | 5,59 | 11 / 33   | 2       |
|                         | Partido Social Democrata       | 7 072   | 11,91 / 100,00  | 0,67 | 4 / 33    | Estável |
|                         | Bloco de Esquerda              | 4 970   | 8,37 / 100,00   | 0,57 | 3 / 33    | Estável |
|                         | Pessoas–Animais–Natureza       | 2 875   | 4,84 / 100,00   | -    | 1 / 33    | -       |
|                         | CDS – Partido Popular          | 1 880   | 3,16 / 100,00   | 0,17 | 1 / 33    | Estável |
|                         | Partido Trabalhista Português  | 420     | 0,71 / 100,00   | -    | 0 / 33    | -       |
| Votos Inválidos         | Votos Inválidos                | 3 322   | 5,59 / 100,00   | 4,45 |           |         |
| Total                   | Total                          | 59 401  | 100,00 / 100,00 |      | 33 / 33   |         |
| Eleitorado/Participação | Eleitorado/Participação        | 137 302 | 43,26 / 100,00  | 4,40 |           |         |

| Freguesia                                | %     | %     | %     | %    | %    | %    | %    | Votantes |
| Freguesia                                | CDU   | PS    | PSD   | BE   | PAN  | CDS  | PTP  | Votantes |
| ---------------------------------------- | ----- | ----- | ----- | ---- | ---- | ---- | ---- | -------- |
| Amora                                    | 34,72 | 31,34 | 12,53 | 8,50 | 4,33 | 3,09 | 0,60 | 16 836   |
| Corroios                                 | 31,78 | 30,31 | 12,74 | 9,52 | 5,28 | 3,72 | 0,72 | 18 012   |
| Fernão Ferro                             | 26,41 | 34,29 | 14,96 | 6,99 | 5,65 | 3,37 | 1,35 | 7 679    |
| Seixal, Arrentela e Aldeia de Paio Pires | 43,27 | 27,23 | 9,00  | 7,63 | 4,51 | 2,55 | 0,51 | 16 874   |
| Seixal                                   | 35,18 | 30,24 | 11,91 | 8,37 | 4,84 | 3,16 | 0,71 | 59 401   |

#### Juntas de Freguesia
| Partido                 | Partido                        | Votos   | %               | +/-  | Presidentes | +/-     | Mandatos | +/-     |
| ----------------------- | ------------------------------ | ------- | --------------- | ---- | ----------- | ------- | -------- | ------- |
|                         | Coligação Democrática Unitária | 21 901  | 36,87 / 100,00  | 8,51 | 3 / 4       | 1       | 30 / 74  | 11      |
|                         | Partido Socialista             | 17 582  | 29,60 / 100,00  | 5,72 | 0 / 4       | Estável | 25 / 74  | 5       |
|                         | Partido Social Democrata       | 6 794   | 11,44 / 100,00  | 0,69 | 0 / 4       | Estável | 9 / 74   | Estável |
|                         | Bloco de Esquerda              | 5 181   | 8,72 / 100,00   | 1,55 | 0 / 4       | Estável | 5 / 74   | Estável |
|                         | Grupo de Cidadãos              | 2 605   | 4,38 / 100,00   | -    | 1 / 4       | -       | 5 / 74   | -       |
|                         | CDS – Partido Popular          | 1 777   | 2,99 / 100,00   | 0,15 | 0 / 4       | Estável | 0 / 74   | Estável |
|                         | Partido Trabalhista Português  | 167     | 0,28 / 100,00   | 0,01 | 0 / 4       | Estável | 0 / 74   | Estável |
| Votos Inválidos         | Votos Inválidos                | 3 401   | 5,73 / 100,00   | 3,97 |             |         |          |         |
| Total                   | Total                          | 59 408  | 100,00 / 100,00 |      | 4 / 4       |         | 74 / 74  |         |
| Eleitorado/Participação | Eleitorado/Participação        | 137 302 | 43,27 / 100,00  | 4,41 |             |         |          |         |

| Freguesia                                | 2017-2021 | 2017-2021                      | %              | Mandatos |
| ---------------------------------------- | --------- | ------------------------------ | -------------- | -------- |
| Amora                                    |           | Coligação Democrática Unitária | 35,99 / 100,00 | 8 / 21   |
| Corroios                                 |           | Coligação Democrática Unitária | 36,13 / 100,00 | 9 / 21   |
| Fernão Ferro                             |           | Grupo de Cidadãos              | 33,94 / 100,00 | 5 / 13   |
| Seixal, Arrentela e Aldeia de Paio Pires |           | Coligação Democrática Unitária | 46,20 / 100,00 | 10 / 19  |

### Sesimbra

#### Câmara Municipal
| Partido                 | Partido                        | Votos  | %               | +/-  | Vereadores | +/-     |
| ----------------------- | ------------------------------ | ------ | --------------- | ---- | ---------- | ------- |
|                         | Coligação Democrática Unitária | 7 964  | 41,62 / 100,00  | 0,22 | 4 / 7      | Estável |
|                         | Partido Socialista             | 5 302  | 27,71 / 100,00  | 5,80 | 2 / 7      | Estável |
|                         | PSD-CDS                        | 1 947  | 10,17 / 100,00  | 0,42 | 1 / 7      | Estável |
|                         | Movimento Sesimbra Unida       | 1 782  | 9,31 / 100,00   | 0,67 | 0 / 7      | Estável |
|                         | Bloco de Esquerda              | 1 089  | 5,69 / 100,00   | 0,18 | 0 / 7      | Estável |
| Votos Inválidos         | Votos Inválidos                | 1 052  | 5,50 / 100,00   | 3,95 |            |         |
| Total                   | Total                          | 19 136 | 100,00 / 100,00 |      | 7 / 7      |         |
| Eleitorado/Participação | Eleitorado/Participação        | 43 021 | 44,48 / 100,00  | 6,71 |            |         |

| Freguesia           | %     | %     | %        | %    | %    | Votantes |
| Freguesia           | CDU   | PS    | PSD- CDS | MSU  | BE   | Votantes |
| ------------------- | ----- | ----- | -------- | ---- | ---- | -------- |
| Quinta do Conde     | 33,01 | 31,78 | 11,92    | 9,53 | 7,35 | 8 597    |
| Sesimbra (Castelo)  | 48,95 | 23,47 | 9,02     | 9,27 | 4,39 | 8 358    |
| Sesimbra (Santiago) | 47,46 | 27,88 | 7,70     | 8,62 | 4,13 | 2 181    |
| Sesimbra            | 41,62 | 27,71 | 10,17    | 9,31 | 5,69 | 19 136   |

#### Assembleia Municipal
| Partido                 | Partido                        | Votos  | %               | +/-  | Deputados | +/-     |
| ----------------------- | ------------------------------ | ------ | --------------- | ---- | --------- | ------- |
|                         | Coligação Democrática Unitária | 7 520  | 39,30 / 100,00  | 0,13 | 9 / 21    | 1       |
|                         | Partido Socialista             | 5 326  | 27,83 / 100,00  | 4,84 | 7 / 21    | 1       |
|                         | PSD-CDS                        | 2 084  | 10,89 / 100,00  | 0,65 | 2 / 21    | Estável |
|                         | Movimento Sesimbra Unida       | 1 808  | 9,45 / 100,00   | 0,58 | 2 / 21    | Estável |
|                         | Bloco de Esquerda              | 1 314  | 6,87 / 100,00   | 1,21 | 1 / 21    | Estável |
| Votos Inválidos         | Votos Inválidos                | 1 083  | 5,66 / 100,00   | 4,04 |           |         |
| Total                   | Total                          | 19 135 | 100,00 / 100,00 |      | 21 / 21   |         |
| Eleitorado/Participação | Eleitorado/Participação        | 43 021 | 44,48 / 100,00  | 5,73 |           |         |

| Freguesia           | %     | %     | %        | %    | %    | Votantes |
| Freguesia           | CDU   | PS    | PSD- CDS | MSU  | BE   | Votantes |
| ------------------- | ----- | ----- | -------- | ---- | ---- | -------- |
| Quinta do Conde     | 32,81 | 30,36 | 12,42    | 9,85 | 8,14 | 8 596    |
| Sesimbra (Castelo)  | 44,53 | 25,07 | 9,98     | 9,31 | 5,99 | 8 358    |
| Sesimbra (Santiago) | 44,84 | 28,47 | 8,34     | 8,39 | 5,18 | 2 181    |
| Sesimbra            | 39,30 | 27,83 | 10,89    | 9,45 | 6,87 | 19 135   |

#### Juntas de Freguesia
| Partido                 | Partido                        | Votos  | %               | +/-  | Presidentes | +/-     | Mandatos | +/- |
| ----------------------- | ------------------------------ | ------ | --------------- | ---- | ----------- | ------- | -------- | --- |
|                         | Coligação Democrática Unitária | 7 532  | 39,33 / 100,00  | 1,47 | 3 / 3       | Estável | 20 / 41  | 2   |
|                         | Partido Socialista             | 5 522  | 28,83 / 100,00  | 4,90 | 0 / 3       | Estável | 13 / 41  | 1   |
|                         | PSD-CDS                        | 2 191  | 11,44 / 100,00  | 1,40 | 0 / 3       | Estável | 3 / 41   | 1   |
|                         | Grupo de Cidadãos              | 1 700  | 8,88 / 100,00   | 0,70 | 0 / 3       | Estável | 4 / 41   | 1   |
|                         | Bloco de Esquerda              | 1 170  | 6,11 / 100,00   | 0,36 | 0 / 3       | Estável | 1 / 41   | 1   |
| Votos Inválidos         | Votos Inválidos                | 1 037  | 5,41 / 100,00   | 4,49 |             |         |          |     |
| Total                   | Total                          | 19 152 | 100,00 / 100,00 |      | 3 / 3       |         | 41 / 41  | 4   |
| Eleitorado/Participação | Eleitorado/Participação        | 43 021 | 44,52 / 100,00  | 5,76 |             |         |          |     |

| Freguesia           | Partido Vencedor | Partido Vencedor               | %              | Mandatos |
| ------------------- | ---------------- | ------------------------------ | -------------- | -------- |
| Quinta do Conde     |                  | Coligação Democrática Unitária | 34,55 / 100,00 | 8 / 19   |
| Sesimbra (Castelo)  |                  | Coligação Democrática Unitária | 43,28 / 100,00 | 7 / 13   |
| Sesimbra (Santiago) |                  | Coligação Democrática Unitária | 43,05 / 100,00 | 5 / 9    |

### Setúbal

#### Câmara Municipal
| Partido                 | Partido                                         | Votos   | %               | +/-  | Vereadores | +/-     |
| ----------------------- | ----------------------------------------------- | ------- | --------------- | ---- | ---------- | ------- |
|                         | Coligação Democrática Unitária                  | 22 429  | 49,95 / 100,00  | 8,02 | 7 / 11     | 1       |
|                         | Partido Socialista                              | 9 777   | 21,78 / 100,00  | 4,63 | 3 / 11     | 1       |
|                         | Partido Social Democrata                        | 4 910   | 10,94 / 100,00  | -    | 1 / 11     | -       |
|                         | Bloco de Esquerda                               | 2 354   | 5,24 / 100,00   | 0,42 | 0 / 11     | Estável |
|                         | CDS – Partido Popular                           | 1 437   | 3,20 / 100,00   | -    | 0 / 11     | -       |
|                         | Pessoas–Animais–Natureza                        | 1 286   | 2,86 / 100,00   | 0,03 | 0 / 11     | Estável |
|                         | Partido Comunista dos Trabalhadores Portugueses | 801     | 1,78 / 100,00   | 0,68 | 0 / 11     | Estável |
|                         | Partido Trabalhista Português                   | 115     | 0,26 / 100,00   | -    | 0 / 11     | -       |
| Votos Inválidos         | Votos Inválidos                                 | 1 791   | 3,99 / 100,00   | 3,86 |            |         |
| Total                   | Total                                           | 44 900  | 100,00 / 100,00 |      | 11 / 11    |         |
| Eleitorado/Participação | Eleitorado/Participação                         | 104 056 | 43,07 / 100,00  | 4,34 |            |         |

| Freguesia                          | %     | %     | %     | %    | %    | %    | %    | %    | Votantes |
| Freguesia                          | CDU   | PS    | PSD   | BE   | CDS  | PAN  | PCTP | PTP  | Votantes |
| ---------------------------------- | ----- | ----- | ----- | ---- | ---- | ---- | ---- | ---- | -------- |
| Azeitão (São Lourenço e São Simão) | 33,54 | 26,26 | 15,27 | 6,53 | 5,51 | 4,93 | 1,50 | 0,24 | 7 784    |
| Gâmbia-Pontes-Alto da Guerra       | 59,74 | 19,08 | 8,53  | 3,37 | 1,82 | 2,06 | 1,44 | 0,27 | 2 578    |
| Setúbal                            | 49,71 | 20,37 | 13,21 | 4,90 | 3,66 | 2,64 | 1,69 | 0,13 | 15 048   |
| Sado                               | 58,95 | 23,58 | 5,64  | 3,59 | 1,70 | 1,12 | 2,59 | 0,08 | 2 587    |
| São Sebastião                      | 54,86 | 21,10 | 8,09  | 5,49 | 2,17 | 2,50 | 1,93 | 0,40 | 16 903   |
| Setúbal                            | 49,95 | 21,78 | 10,94 | 5,24 | 3,20 | 2,86 | 1,78 | 0,26 | 44 900   |

#### Assembleia Municipal
| Partido                 | Partido                        | Votos   | %               | +/-  | Vereadores | +/- |
| ----------------------- | ------------------------------ | ------- | --------------- | ---- | ---------- | --- |
|                         | Coligação Democrática Unitária | 18 949  | 42,22 / 100,00  | 2,09 | 16 / 33    | 1   |
|                         | Partido Socialista             | 11 406  | 25,42 / 100,00  | 2,81 | 9 / 33     | 1   |
|                         | Partido Social Democrata       | 5 476   | 12,20 / 100,00  | -    | 4 / 33     | -   |
|                         | Bloco de Esquerda              | 3 404   | 7,59 / 100,00   | 0,12 | 2 / 33     | 1   |
|                         | Pessoas–Animais–Natureza       | 1 859   | 4,14 / 100,00   | -    | 1 / 33     | -   |
|                         | CDS – Partido Popular          | 1 557   | 3,47 / 100,00   | -    | 1 / 33     | -   |
|                         | Partido Trabalhista Português  | 199     | 0,44 / 100,00   | -    | 0 / 33     | -   |
| Votos Inválidos         | Votos Inválidos                | 2 028   | 4,52 / 100,00   | 4,49 |            |     |
| Total                   | Total                          | 44 878  | 100,00 / 100,00 |      | 33 / 33    |     |
| Eleitorado/Participação | Eleitorado/Participação        | 104 237 | 43,05 / 100,00  | 4,33 |            |     |

| Freguesia                          | %     | %     | %     | %    | %    | %    | %    | Votantes |
| Freguesia                          | CDU   | PS    | PSD   | BE   | PAN  | CDS  | PTP  | Votantes |
| ---------------------------------- | ----- | ----- | ----- | ---- | ---- | ---- | ---- | -------- |
| Azeitão (São Lourenço e São Simão) | 28,13 | 28,22 | 16,29 | 8,32 | 6,44 | 5,14 | 0,60 | 7 784    |
| Gâmbia-Pontes-Alto da Guerra       | 50,62 | 24,24 | 9,74  | 5,08 | 3,22 | 2,21 | 0,35 | 2 578    |
| Setúbal                            | 39,68 | 24,77 | 15,29 | 7,66 | 3,89 | 4,22 | 0,24 | 15 046   |
| Sado                               | 54,89 | 27,06 | 5,68  | 5,30 | 1,86 | 1,62 | 0,27 | 2 587    |
| São Sebastião                      | 47,76 | 24,62 | 8,94  | 7,91 | 3,80 | 2,51 | 0,59 | 16 883   |
| Setúbal                            | 42,22 | 25,42 | 12,20 | 7,59 | 4,14 | 3,47 | 0,44 | 44 878   |

#### Juntas de Freguesia
| Partido                 | Partido                                         | Votos   | %               | +/-  | Presidentes | +/      | Vereadores | +/-     |
| ----------------------- | ----------------------------------------------- | ------- | --------------- | ---- | ----------- | ------- | ---------- | ------- |
|                         | Coligação Democrática Unitária                  | 18 730  | 41,69 / 100,00  | 3,83 | 4 / 5       | Estável | 38 / 75    | 3       |
|                         | Partido Socialista                              | 11 100  | 24,71 / 100,00  | 2,76 | 0 / 5       | Estável | 21 / 75    | Estável |
|                         | Partido Social Democrata                        | 4 974   | 11,07 / 100,00  | -    | 0 / 5       | Estável | 7 / 75     | -       |
|                         | Grupo de Cidadãos                               | 2 995   | 6,67 / 100,00   | 0,31 | 1 / 5       | Estável | 6 / 75     | Estável |
|                         | Bloco de Esquerda                               | 2 886   | 6,42 / 100,00   | 0,01 | 0 / 5       | Estável | 2 / 75     | Estável |
|                         | CDS – Partido Popular                           | 1 241   | 2,76 / 100,00   | -    | 0 / 5       | Estável | 1 / 75     | -       |
|                         | Pessoas–Animais–Natureza                        | 850     | 1,89 / 100,00   | -    | 0 / 5       | -       | 0 / 75     | -       |
|                         | Partido Trabalhista Português                   | 142     | 0,32 / 100,00   | -    | 0 / 5       | -       | 0 / 75     | -       |
|                         | Partido Comunista dos Trabalhadores Portugueses | 69      | 0,15 / 100,00   | -    | 0 / 5       | -       | 0 / 75     | -       |
| Votos Inválidos         | Votos Inválidos                                 | 1 943   | 4,33 / 100,00   | 3,82 |             |         |            |         |
| Total                   | Total                                           | 44 930  | 100,00 / 100,00 |      | 5 / 5       |         | 75 / 75    | 4       |
| Eleitorado/Participação | Eleitorado/Participação                         | 104 237 | 43,10 / 100,00  | 4,37 |             |         |            |         |

| Freguesia                          | Partido Vencedor | Partido Vencedor               | %              | Mandatos |
| ---------------------------------- | ---------------- | ------------------------------ | -------------- | -------- |
| Azeitão (São Lourenço e São Simão) |                  | Grupo de Cidadãos              | 38,47 / 100,00 | 6 / 13   |
| Gâmbia-Pontes-Alto da Guerra       |                  | Coligação Democrática Unitária | 51,78 / 100,00 | 8 / 13   |
| Setúbal                            |                  | Coligação Democrática Unitária | 39,23 / 100,00 | 8 / 19   |
| Sado                               |                  | Coligação Democrática Unitária | 54,08 / 100,00 | 6 / 9    |
| São Sebastião                      |                  | Coligação Democrática Unitária | 52,02 / 100,00 | 13 / 21  |

### Sines

#### Câmara Municipal
| Partido                 | Partido                        | Votos  | %               | +/-  | Vereadores | +/-     |
| ----------------------- | ------------------------------ | ------ | --------------- | ---- | ---------- | ------- |
|                         | Partido Socialista             | 3 739  | 58,59 / 100,00  | 6,62 | 5 / 7      | 1       |
|                         | Coligação Democrática Unitária | 1 046  | 16,39 / 100,00  | 0,49 | 1 / 7      | Estável |
|                         | Sines Interessa Mais           | 974    | 15,26 / 100,00  | 7,80 | 1 / 7      | 1       |
|                         | CDS-MPT-PPM                    | 174    | 2,73 / 100,00   | -    | 0 / 7      | -       |
|                         | Bloco de Esquerda              | 168    | 2,63 / 100,00   | -    | 0 / 7      | -       |
| Votos Inválidos         | Votos Inválidos                | 281    | 4,41 / 100,00   | 0,80 |            |         |
| Total                   | Total                          | 6 382  | 100,00 / 100,00 |      | 7 / 7      |         |
| Eleitorado/Participação | Eleitorado/Participação        | 12 172 | 52,43 / 100,00  | 4,21 |            |         |

| Freguesia  | %     | %     | %     | %             | %    | Votantes |
| Freguesia  | PS    | CDU   | SIM   | CDS- MPT- PPM | BE   | Votantes |
| ---------- | ----- | ----- | ----- | ------------- | ---- | -------- |
| Porto Covo | 66,55 | 13,10 | 9,20  | 4,60          | 1,24 | 565      |
| Sines      | 57,81 | 16,71 | 15,85 | 2,54          | 2,77 | 5 817    |
| Sines      | 58,59 | 16,39 | 15,26 | 2,73          | 2,63 | 6 382    |

#### Assembleia Municipal
| Partido                 | Partido                        | Votos  | %               | +/-  | Deputados | +/-     |
| ----------------------- | ------------------------------ | ------ | --------------- | ---- | --------- | ------- |
|                         | Partido Socialista             | 3 427  | 53,70 / 100,00  | 5,40 | 13 / 21   | 2       |
|                         | Coligação Democrática Unitária | 1 133  | 17,75 / 100,00  | 0,59 | 4 / 21    | Estável |
|                         | Sines Interessa Mais           | 1 114  | 17,46 / 100,00  | 4,81 | 4 / 21    | 1       |
|                         | Bloco de Esquerda              | 222    | 3,48 / 100,00   | -    | 0 / 21    | -       |
|                         | CDS-MPT-PPM                    | 204    | 3,20 / 100,00   | -    | 0 / 21    | -       |
| Votos Inválidos         | Votos Inválidos                | 282    | 4,42 / 100,00   | 0,67 |           |         |
| Total                   | Total                          | 6 382  | 100,00 / 100,00 |      | 21 / 21   |         |
| Eleitorado/Participação | Eleitorado/Participação        | 12 172 | 52,43 / 100,00  | 4,21 |           |         |

| Freguesia  | %     | %     | %     | %    | %             | Votantes |
| Freguesia  | PS    | CDU   | SIM   | BE   | CDS- MPT- PPM | Votantes |
| ---------- | ----- | ----- | ----- | ---- | ------------- | -------- |
| Porto Covo | 63,72 | 13,98 | 9,03  | 2,12 | 4,42          | 565      |
| Sines      | 52,72 | 18,12 | 18,27 | 3,61 | 3,08          | 5 817    |
| Sines      | 53,70 | 17,75 | 17,46 | 3,48 | 3,20          | 6 382    |

#### Juntas de Freguesia
| Partido                 | Partido                        | Votos  | %               | +/-  | Presidentes | +/-     | Mandatos | +/-     |
| ----------------------- | ------------------------------ | ------ | --------------- | ---- | ----------- | ------- | -------- | ------- |
|                         | Partido Socialista             | 3 313  | 51,91 / 100,00  | 6,96 | 2 / 2       | Estável | 13 / 20  | 2       |
|                         | Coligação Democrática Unitária | 1 379  | 21,61 / 100,00  | 2,02 | 0 / 2       | Estável | 4 / 20   | Estável |
|                         | Grupo de Cidadãos              | 1 159  | 18,16 / 100,00  | 6,05 | 0 / 2       | Estável | 3 / 20   | 2       |
|                         | CDS-MPT-PPM                    | 235    | 3,68 / 100,00   | -    | 0 / 2       | -       | 0 / 20   | -       |
| Votos Inválidos         | Votos Inválidos                | 296    | 4,64 / 100,00   | 0,65 |             |         |          |         |
| Total                   | Total                          | 6 382  | 100,00 / 100,00 |      | 2 / 2       |         | 20 / 20  |         |
| Eleitorado/Participação | Eleitorado/Participação        | 12 172 | 52,43 / 100,00  | 2,21 |             |         |          |         |

| Freguesia  | Partido Vencedor | Partido Vencedor   | %              | Mandatos |
| ---------- | ---------------- | ------------------ | -------------- | -------- |
| Porto Covo |                  | Partido Socialista | 62,65 / 100,00 | 6 / 7    |
| Sines      |                  | Partido Socialista | 50,87 / 100,00 | 7 / 13   |